# Тоболівська сільська рада
Тоболівська сільська рада — орган місцевого самоврядування у Камінь-Каширському районі Волинської області з адміністративним центром у с. Тоболи.
05.02.1965 Указом Президії Верховної Ради Української РСР передано Тоболівську сільраду Любешівського району Волинської області до складу Камінь-Каширського району.

## Населені пункти
Сільській раді підпорядковані населені пункти:
- с. Тоболи
- с. Старі Червища

## Населення
Згідно з переписом УРСР 1989 року чисельність наявного населення сільської ради становила 1618 осіб, з яких 776 чоловіків та 842 жінки.
За переписом населення України 2001 року в сільській раді мешкало 1558 осіб.

### Мова
Розподіл населення за рідною мовою за даними перепису 2001 року:
| Мова       | Відсоток |
| ---------- | -------- |
| українська | 99,81 %  |
| російська  | 0,19 %   |

## Склад ради
Рада складається з 14 депутатів та голови.

## Керівний склад сільської ради
| ПІБ                        | Основні відомості                                                 | Дата обрання | Дата звільнення |
| -------------------------- | ----------------------------------------------------------------- | ------------ | --------------- |
| Борбич Костянтин Федотович | Сільський голова, 1965 року народження, освіта, безпартійний      | 26.03.2006   | 31.10.2010      |
| Борбич Костянтин Федотович | Сільський голова, 1965 року народження, освіта вища, безпартійний | 31.10.2010   |                 |
| Бартошик Ольга Павлівна    | Сільський голова 1978 року народження,                            | 27.10.2015   | 05.05.2016      |
| Балик Наталія Іванівна     | Сільський голова, 1975 року народження, освіта вища               | 22.12.2016   |                 |

Примітка: таблиця складена за даними джерела